# Comté de Longreach
Le comté de Longreach est une zone d'administration locale au centre du Queensland en Australie.
Le comté comprend les villes de :
- Longreach ;
- Arrilalah ;
- Morella.